# Hexanchus nakamurai
El tiburón  vaca de ojos grandes (Hexanchus nakamurai) es una especie de pez marino que se encuentra en el océano Atlántico, Florida, alrededor de Cuba y las Bahamas, y océano Índico este de África y Madagascar, las Filipinas, y Taiwán, a una profundidad de 90 a 600 m.

## Descripción
La dieta de este pez consiste en invertebrados. Su reproducción es ovovivípara, con trece crías  en un año. No es peligroso para los seres humanos.

## Identificación
Color: Es muy dividido entre una superficie oscura dorsal y una clara ventral. También tiene los ojos verdes fluorescentes.